# Strojna fakulteta v Nišu
Strojna fakulteta (izvirno srbsko Машински факултет у Нишу), s sedežem v Nišu, je fakulteta, ki je članica Univerze v Nišu.